# Gran Premio di superbike di Magny-Cours 2003
Il Gran Premio di superbike di Magny-Cours 2003 è stato la dodicesima e ultima prova del campionato mondiale Superbike 2003, disputato il 19 ottobre sul circuito di Nevers Magny-Cours, in gara 1 ha visto la vittoria di Neil Hodgson davanti a Rubén Xaus e Chris Walker, la gara 2 è stata vinta da Rubén Xaus che ha preceduto James Toseland e Chris Walker.
Il campionato mondiale Superbike torna a essere ospitato sul circuito di Magny Cours a distanza di 12 anni dalla volta precedente nel 1991.
La vittoria nella gara valevole per il campionato mondiale Supersport 2003 è stata ottenuta da Karl Muggeridge, mentre la gara del campionato Europeo della classe Superstock viene vinta da Lorenzo Lanzi.
Il titolo piloti della Superbike era già stato assegnato da tempo al britannico Neil Hodgson, altrettanto era accaduto anche per quello della Supersport, andato all'australiano Chris Vermeulen, viene invece assegnato al termine di questa prova il titolo Europeo della classe Superstock, che viene ottenuto dal pilota italiano Michel Fabrizio.

## Risultati

### Gara 1

#### Arrivati al traguardo[5]
| Pos. | Nº  | Pilota           | Squadra                  | Motocicletta       | Giri | Tempo     | Griglia | Punti |
| ---- | --- | ---------------- | ------------------------ | ------------------ | ---- | --------- | ------- | ----- |
| 1º   | 100 | Neil Hodgson     | Ducati Fila              | Ducati 999F03      | 23   | 39:03.738 | 2º      | 25    |
| 2º   | 11  | Rubén Xaus       | Ducati Fila              | Ducati 999F03      | 23   | +0:00.348 | 4º      | 20    |
| 3º   | 9   | Chris Walker     | HM Plant Ducati          | Ducati 998F02      | 23   | +0:13.711 | 6º      | 16    |
| 4º   | 10  | Gregorio Lavilla | Alstare Suzuki           | Suzuki GSX-R 1000  | 23   | +0:13.950 | 7º      | 13    |
| 5º   | 52  | James Toseland   | HM Plant Ducati          | Ducati 998F02      | 23   | +0:21.480 | 1º      | 11    |
| 6º   | 55  | Régis Laconi     | Caracchi NCR Nortel Net. | Ducati 998RS       | 23   | +0:32.420 | 3º      | 10    |
| 7º   | 99  | Steve Martin     | D.F.X. Racing            | Ducati 998RS       | 23   | +0:41.098 | 9º      | 9     |
| 8º   | 4   | Troy Corser      | Foggy Petronas Racing    | Petronas FP1       | 23   | +0:41.204 | 16º     | 8     |
| 9º   | 33  | Juan Borja       | D.F.X. Racing            | Ducati 998RS       | 23   | +1:18.737 | 11º     | 7     |
| 10º  | 6   | Mauro Sanchini   | Kawasaki Bertocchi       | Kawasaki ZX7RR     | 23   | +1:30.317 | 18º     | 6     |
| 11º  | 16  | Sergio Fuertes   | MIR Racing               | Suzuki GSX-R 1000  | 23   | +1:46.534 | 21º     | 5     |
| 12º  | 70  | Christian Zaiser | Racing Team Zaiser       | Suzuki GSX 1000R   | 23   | +1:48.154 | 22º     | 4     |
| 13º  | 68  | Bertrand Stey    | White Endurance          | Honda VTR 1000 SP2 | 22   | +1 giro   | 20º     | 3     |
| 14º  | 92  | Frédéric Protat  | UnionBike GiMotorsport   | Yamaha YZF R1      | 22   | +1 giro   | 23º     | 2     |
| 15º  | 22  | Horst Saiger     | Remus Racing Austria     | Yamaha YZF R1      | 22   | +1 giro   | 24º     | 1     |

#### Ritirati
| Nº | Pilota              | Squadra                  | Motocicletta      | Giri | Griglia |
| -- | ------------------- | ------------------------ | ----------------- | ---- | ------- |
| 7  | Pierfrancesco Chili | PSG-1                    | Ducati 998RS      | 20   | 5º      |
| 20 | Marco Borciani      | D.F.X. Racing            | Ducati 998RS      | 19   | 19º     |
| 39 | Alessandro Gramigni | Nuvolari 391             | Yamaha YZF R1     | 18   | 15º     |
| 90 | Leon Haslam         | Renegade Ducati          | Ducati 998RS      | 9    | 10º     |
| 19 | Lucio Pedercini     | Team Pedercini           | Ducati 998RS      | 2    | 14º     |
| 48 | David García        | Caracchi NCR Nortel Net. | Ducati 998RS      | 2    | 12º     |
| 93 | Sébastien Gimbert   | SERT                     | Suzuki GSX-R 1000 | 1    | 8º      |
| 5  | Ivan Clementi       | Kawasaki Bertocchi       | Kawasaki ZX7RR    | 0    | 17º     |
| 8  | James Haydon        | Foggy Petronas Racing    | Petronas FP1      | 0    | 13º     |

### Gara 2

#### Arrivati al traguardo[6]
| Pos. | Nº | Pilota              | Squadra                  | Motocicletta       | Giri | Tempo     | Griglia | Punti |
| ---- | -- | ------------------- | ------------------------ | ------------------ | ---- | --------- | ------- | ----- |
| 1º   | 11 | Rubén Xaus          | Ducati Fila              | Ducati 999F03      | 23   | 39:02.330 | 4º      | 25    |
| 2º   | 52 | James Toseland      | HM Plant Ducati          | Ducati 998F02      | 23   | +0:10.435 | 1º      | 20    |
| 3º   | 9  | Chris Walker        | HM Plant Ducati          | Ducati 998F02      | 23   | +0:10.582 | 6º      | 16    |
| 4º   | 10 | Gregorio Lavilla    | Alstare Suzuki           | Suzuki GSX-R 1000  | 23   | +0:22.253 | 7º      | 13    |
| 5º   | 99 | Steve Martin        | D.F.X. Racing            | Ducati 998RS       | 23   | +0:35.564 | 9º      | 11    |
| 6º   | 90 | Leon Haslam         | Renegade Ducati          | Ducati 998RS       | 23   | +0:35.865 | 10º     | 10    |
| 7º   | 33 | Juan Borja          | D.F.X. Racing            | Ducati 998RS       | 23   | +0:56.719 | 11º     | 9     |
| 8º   | 93 | Sébastien Gimbert   | SERT                     | Suzuki GSX-R 1000  | 23   | +1:00.813 | 8º      | 8     |
| 9º   | 5  | Ivan Clementi       | Kawasaki Bertocchi       | Kawasaki ZX7RR     | 23   | +1:02.307 | 17º     | 7     |
| 10º  | 6  | Mauro Sanchini      | Kawasaki Bertocchi       | Kawasaki ZX7RR     | 23   | +1:03.456 | 18º     | 6     |
| 11º  | 19 | Lucio Pedercini     | Team Pedercini           | Ducati 998RS       | 23   | +1:33.537 | 14º     | 5     |
| 12º  | 39 | Alessandro Gramigni | Nuvolari 391             | Yamaha YZF R1      | 23   | +1:41.234 | 15º     | 4     |
| 13º  | 68 | Bertrand Stey       | White Endurance          | Honda VTR 1000 SP2 | 22   | +1 giro   | 20º     | 3     |
| 14º  | 20 | Marco Borciani      | D.F.X. Racing            | Ducati 998RS       | 22   | +1 giro   | 19º     | 2     |
| 15º  | 92 | Frédéric Protat     | UnionBike GiMotorsport   | Yamaha YZF R1      | 22   | +1 giro   | 23º     | 1     |
| 16º  | 55 | Régis Laconi        | Caracchi NCR Nortel Net. | Ducati 998RS       | 22   | +1 giro   | 3º      |       |
| 17º  | 22 | Horst Saiger        | Remus Racing Austria     | Yamaha YZF R1      | 22   | +1 giro   | 24º     |       |

#### Ritirati
| Nº  | Pilota              | Squadra                  | Motocicletta      | Giri | Griglia |
| --- | ------------------- | ------------------------ | ----------------- | ---- | ------- |
| 100 | Neil Hodgson        | Ducati Fila              | Ducati 999F03     | 20   | 2º      |
| 16  | Sergio Fuertes      | MIR Racing               | Suzuki GSX-R 1000 | 20   | 21º     |
| 7   | Pierfrancesco Chili | PSG-1                    | Ducati 998RS      | 4    | 5º      |
| 8   | James Haydon        | Foggy Petronas Racing    | Petronas FP1      | 4    | 13º     |
| 48  | David García        | Caracchi NCR Nortel Net. | Ducati 998RS      | 4    | 12º     |
| 70  | Christian Zaiser    | Racing Team Zaiser       | Suzuki GSX 1000R  | 0    | 22º     |
| 4   | Troy Corser         | Foggy Petronas Racing    | Petronas FP1      | 0    | 16º     |

### Supersport

#### Arrivati al traguardo
| Pos. | Nº  | Pilota                   | Squadra                  | Motocicletta    | Giri | Tempo     | Griglia | Punti |
| ---- | --- | ------------------------ | ------------------------ | --------------- | ---- | --------- | ------- | ----- |
| 1º   | 31  | Karl Muggeridge          | Ten Kate Honda           | Honda CBR 600RR | 23   | 40'24.892 | 4º      | 25    |
| 2º   | 7   | Chris Vermeulen          | Ten Kate Honda           | Honda CBR 600RR | 23   | +3.543    | 1º      | 20    |
| 3º   | 4   | Jurgen van den Goorbergh | Yamaha Belgarda          | Yamaha YZF R6   | 23   | +6.338    | 11º     | 16    |
| 4º   | 116 | Sébastien Charpentier    | Klaffi Honda             | Honda CBR 600RR | 23   | +6.565    | 2º      | 13    |
| 5º   | 3   | Stéphane Chambon         | Alstare Suzuki           | Suzuki GSX 600R | 23   | +8.737    | 5º      | 11    |
| 6º   | 17  | Pere Riba                | Kawasaki R.T. KRT        | Kawasaki ZX6RR  | 23   | +14.446   | 8º      | 10    |
| 7º   | 21  | Matthieu Lagrive         | Yamaha France - Ipone    | Yamaha YZF R6   | 23   | +23.042   | 13º     | 9     |
| 8º   | 93  | Christian Kellner        | Yamaha Motor Deutschland | Yamaha YZF R6   | 23   | +23.908   | 9º      | 8     |
| 9º   | 12  | Christophe Cogan         | Yamaha France - Ipone    | Yamaha YZF R6   | 23   | +24.138   | 14º     | 7     |
| 10º  | 71  | Werner Daemen            | Van Zon Honda T.K.       | Honda CBR 600RR | 23   | +30.680   | 17º     | 6     |
| 11º  | 16  | Simone Sanna             | Yamaha Belgarda          | Yamaha YZF R6   | 23   | +30.977   | 12º     | 5     |
| 12º  | 68  | Julien Da Costa          | ART                      | Kawasaki ZX6RR  | 23   | +38.228   | 10º     | 4     |
| 13º  | 69  | Gianluca Nannelli        | Lorenzini by Leoni       | Yamaha YZF R6   | 23   | +50.712   | 20º     | 3     |
| 14º  | 81  | Michael Schulten         | Alpha Technik-Honda      | Honda CBR 600RR | 23   | +51.336   | 16º     | 2     |
| 15º  | 70  | Ludovic Holon            | Yamaha Racing France     | Yamaha YZF R6   | 23   | +52.527   | 19º     | 1     |
| 16º  | 64  | Denis Sacchetti          | Italia Spadaro F.R.      | Yamaha YZF R6   | 23   | +1'04.392 | 27º     |       |
| 17º  | 42  | Shannon Johnson          | Moto 1                   | Honda CBR 600RR | 23   | +1'13.540 | 26º     |       |
| 18º  | 34  | Didier Van Keymeulen     | Saveko Racing            | Kawasaki ZX6RR  | 23   | +1'21.699 | 22º     |       |
| 19º  | 60  | Sebastien De Rosa        | Monaco Moto              | Kawasaki ZX6RR  | 22   | +1 giro   | 31º     |       |
| 20º  | 11  | Arno Visscher            | Saveko Racing            | Kawasaki ZX6RR  | 22   | +1 giro   | 30º     |       |

#### Ritirati
| Nº | Pilota                | Squadra                  | Motocicletta    | Giri | Griglia |
| -- | --------------------- | ------------------------ | --------------- | ---- | ------- |
| 23 | Broc Parkes           | Ten Kate Honda           | Honda CBR 600RR | 19   | 6º      |
| 66 | Laurent Brian         | Saveko Racing            | Kawasaki ZX6RR  | 15   | 29º     |
| 56 | Frédéric Bolley       | Klaffi Honda             | Honda CBR 600RR | 12   | 24º     |
| 1  | Fabien Foret          | Kawasaki R.T. KRT        | Kawasaki ZX6RR  | 10   | 3º      |
| 2  | Katsuaki Fujiwara     | Alstare Suzuki           | Suzuki GSX 600R | 10   | 7º      |
| 22 | Stefano Cruciani      | Kawasaki Bertocchi       | Kawasaki ZX6RR  | 9    | 28º     |
| 77 | Thierry van den Bosch | Yamaha France - Ipone    | Yamaha YZF R6   | 8    | 15º     |
| 80 | Kenan Sofuoğlu        | Yamaha Motor Deutschland | Yamaha YZF R6   | 2    | 23º     |
| 52 | Yoann Tiberio         | Moto 1                   | Honda CBR 600RR | 1    | 25º     |

### Superstock

#### Arrivati al traguardo
| Pos. | Nº | Pilota                 | Squadra                   | Motocicletta        | Giri | Tempo     | Griglia | Punti |
| ---- | -- | ---------------------- | ------------------------- | ------------------- | ---- | --------- | ------- | ----- |
| 1º   | 38 | Lorenzo Lanzi          | Rox Racing                | Ducati 999S         | 14   | 24'38.017 | 2º      | 25    |
| 2º   | 8  | James Ellison          | HAP Racing                | Suzuki GSX 1000R    | 14   | +0.388    | 3º      | 20    |
| 3º   | 16 | Enrique Rocamora       | Electrolombar Racing      | Suzuki GSX 1000R    | 14   | +16.076   | 6º      | 16    |
| 4º   | 84 | Michel Fabrizio        | Alstare Suzuki Italia     | Suzuki GSX 1000R    | 14   | +17.782   | 1º      | 13    |
| 5º   | 10 | Riccardo Chiarello     | D.F.X. Racing             | Ducati 999S         | 14   | +18.241   | 15º     | 11    |
| 6º   | 73 | Bernat Martínez        | MIR Racing                | Suzuki GSX 1000R    | 14   | +18.615   | 7º      | 10    |
| 7º   | 57 | Ilario Dionisi         | Celani                    | Suzuki GSX 1000R    | 14   | +18.916   | 4º      | 9     |
| 8º   | 5  | Alessio Velini         | Italia Lorenzini by Leoni | Yamaha YZF R1       | 14   | +19.237   | 5º      | 8     |
| 9º   | 41 | Pierrot Lerat-Vanstaen | Plein Gaz                 | Suzuki GSX 1000R    | 14   | +22.541   | 14º     | 7     |
| 10º  | 44 | John Laverty           | EMS Racing                | Suzuki GSX 1000R    | 14   | +26.630   | 10º     | 6     |
| 11º  | 6  | Lorenzo Alfonsi        | Italia Lorenzini by Leoni | Yamaha YZF R1       | 14   | +27.419   | 9º      | 5     |
| 12º  | 86 | Ayrton Badovini        | Biassono R.T. EVR Corse   | Ducati 999S         | 14   | +31.946   | 18º     | 4     |
| 13º  | 79 | Damian Cudlin          | Biassono R.T. EVR Corse   | Ducati 999S         | 14   | +34.631   | 17º     | 3     |
| 14º  | 69 | Guillaume Dietrich     | Junior Team L.M.S. Suzuki | Suzuki GSX 1000R    | 14   | +35.043   | 24º     | 2     |
| 15º  | 98 | Jakub Smrž             | STK Czech Accr            | Honda CBR 900RR     | 14   | +35.305   | 19º     | 1     |
| 16º  | 34 | José Hurtado           | MIR Racing                | Suzuki GSX 1000R    | 14   | +35.726   | 8º      |       |
| 17º  | 70 | David Fouloi           | Junior Team L.M.S. Suzuki | Suzuki GSX 1000R    | 14   | +35.840   | 16º     |       |
| 18º  | 25 | Alessandro Brannetti   | FbC Racing                | Aprilia RSV 1000R   | 14   | +41.146   | 20º     |       |
| 19º  | 68 | Denis Bouan            | Junior Team L.M.S. Suzuki | Suzuki GSX 1000R    | 14   | +45.897   | 25º     |       |
| 20º  | 97 | Giovanni Scillieri     | UnionBike GiMotorsport    | Yamaha YZF R1       | 14   | +52.960   | 21º     |       |
| 21º  | 76 | Fabrizio De Noni       | X Gear                    | Suzuki GSX 1000R    | 14   | +53.393   | 22º     |       |
| 22º  | 11 | Massimo Bisconti       | Magic Bike Ducci F.R.     | Yamaha YZF R1       | 14   | +56.523   | 30º     |       |
| 23º  | 18 | José Lombardo          | Electrolombar Racing      | Suzuki GSX 1000R    | 14   | +56.842   | 26º     |       |
| 24º  | 85 | Tomas Miksovsky        | STK Czech Accr            | Honda CBR 900RR     | 14   | +1'00.048 | 28º     |       |
| 25º  | 77 | Nicolas Saelens        | Van Zon Honda Sitra       | Honda CBR 900RR     | 14   | +1'01.480 | 29º     |       |
| 26º  | 27 | Raphael De Saver       | RRT Motorsport            | Suzuki GSX 1000R K1 | 14   | +1'31.372 | 33º     |       |
| 27º  | 12 | Leroy Verboven         | ICSAT                     | Suzuki GSX 1000R    | 14   | +1'35.469 | 34º     |       |

#### Ritirati
| Nº | Pilota              | Squadra                 | Motocicletta        | Giri | Griglia |
| -- | ------------------- | ----------------------- | ------------------- | ---- | ------- |
| 3  | Gianluca Vizziello  | UnionBike GiMotorsport  | Yamaha YZF R1       | 10   | 13º     |
| 28 | Giacomo Romanelli   | X Gear                  | Suzuki GSX 1000R    | 8    | 11º     |
| 37 | William De Angelis  | Rox Racing              | Ducati 999S         | 7    | 23º     |
| 20 | Geoffrey Naze       | Zone Rouge              | Yamaha YZF R1       | 7    | 31º     |
| 7  | David Gatenby       | Beowulf Motorsports.com | Suzuki GSX 1000R K3 | 0    | 32º     |
| 15 | Alex Martinez       | Celani                  | Suzuki GSX 1000R    | 0    | 12º     |
| 22 | Christian Dal Corso | Rox Racing              | Ducati 999S         | 0    | 27º     |